# Detective Comics
Detective Comics este o serie de benzi desenate americană, publicată de DC Comics. Primul volum, publicat din 1937 până în 2011 (și apoi continuat în 2016), este cel mai bine cunoscut pentru introducerea supereroului Batman în Detective Comics #27, datat în mai 1939.
O a doua serie cu același titlu a fost lansată în toamna anului 2011, dar în 2016 s-a revenit la numărătoarea originală a volumului.
Seria este sursa numelui editurii sale și, împreună cu Action Comics, este seria care a lansat debutul lui Superman, una dintre seriile semnate de mass media.
Seria a publicat 881 de exemplare între anii 1939 și 2011 și este cea mai lungă serie de benzi desenate publicată în Statele Unite ale Americii.

## Istoria publicării
Detective Comics a fost ultima publicație a antreprenorului Maior Malcolm Wheeler-Nicholson, a cărui companie de benzi desenate, National Allied Publications, va evolua în DC Comics, una dintre două cele mai mari edituri de benzi desenate, deși mult timp după ce fondatorul său a părăsit-o.

### Batman / Bruce Wayne
Detective Comics #27 (martie 1939 cu o dată tipărită în luna mai 1939) a prezentat prima apariție a lui Batman.
Acel Supererou care eventual a devenit starul titlului, coperta logo-ului din care este adesea scris ca „Detective Comics featuring Batman”. Datorită semnificației sale, numărul #27 este larg considerată una dintre cea mai valoroasă bandă desenată din existență, cu un exemplar de vânzare pentru 1.075.000 de dolari la o licitație din februarie 2010.
Originea lui Batman este pentru prima dată dezvăluită într-o poveste de 2 pagini în numărul #33 (din noiembrie 1939). Numărul #38 (din aprilie 1940) l-a introdus pe ajutorul lui Batman, Robin, primul membru din Familia Batman.